# Antony Adriaan van Iddekinge
Antony Adriaan van Iddekinge (Groningen, 9 augustus 1711 – Groningen, 28 mei 1789) was raad en burgemeester van de stad Groningen, gedeputeerde ter Staten-Generaal, gecommitteerde in de Raad van State, bewindhebber van de West-Indische Compagnie (WIC) 1762-1789 en directeur van de Sociëteit van Suriname 1779-1789.

## Biografie
Van Iddekinge was de oudste zoon van burgemeester Peter Rembt van Iddekinge (1683-1758) en Beerta Johanna Gerlacius (1688-1750). Hij studeerde in Groningen 1728 en werd ontvanger van het Oldambt 1731-1733. Zijn carrière nam in 1734 een hoge vlucht, dankzij goede contacten met stadhouder Willem IV. Hij was ambtman van het Goorecht 1734-1736, lid Provinciale Rekenkamer, gecommitteerde in de Generaliteitsrekenkamer 1739, gedeputeerde ter Staten-Generaal, drossaard van Valkenburg, raad ter admiraliteit in Friesland 1747 en gecommitteerde in de Raad van State.
De zeer prinsgezinde Van Iddekinge is in 1757 naar zijn geboortestad teruggekeerd. Hij werd er raadsheer en burgemeester, curator van de Groninger Hogeschool 1758-1789, luitenant-houtvester 1759-1789, [luitenant-stadhouder; in de laatste functie was hij de vertegenwoordiger van de prins in de provincie en daarmee verantwoordelijk voor alle ambtelijke benoemingen] en scholarch der Latijnse scholen (1776, 1777). Voorts was hij raad ter admiraliteit te Amsterdam (1783, 1786), gedeputeerde te velde en lid van de raad van voogdij over prins Willem V. In november 1781 hield hij in Den Haag een spraakmakende redevoering ter verdediging van stadhouder Willem V, die op steeds meer kritiek stuitte.
Van Iddekinge was, samen met Petrus Camper betrokken bij de totstandkoming van het Groningse stadhuis en is medeverantwoordelijk voor het ontslag van de vrijzinnige hoogleraar Frederik Adolf van der Marck. In de Patriottische Groninger Raarekiek werden Van Iddekinge en zijn omvangrijke familie, die hij met baantjes bedeelde, voor schut gezet.

### Gezin
Hij trouwde te 's-Gravenhage op 14 september 1749 met Quirina Jacoba van Persijn (1723-1797), dochter van mr. Govert van Persijn en Johanna Louise Blanckert. Uit dit huwelijk werden 3 zonen (o.a. jhr. mr. Tjaerd Anthony van Iddekinge) en 1 dochter geboren.
Van hem en zijn vrouw bestaan 2 pastels uit 1792 door A.W. van Iddekinge (hun dochter Anna Willemina).

## Trivia
- Van Iddekinge was een oom van jhr. mr. Pieter Rembt Sickinghe (1743-1821), Gronings politicus, drost van het Hunsingokwartier te Groningen en president van de Ridderschap der Provincie Groningen. In 1768 had Sickinghe zijn proefschrift aan van Iddekinge opgedragen.

- Digitale Bibliotheek voor de Nederlandse Letteren: idde001
- Gemeinsame Normdatei: 117748757
- International Standard Name Identifier: 0000 0000 1359 7548
- Nederlandse Thesaurus van Auteursnamen: 070093709
- Virtual International Authority File: 25388009
- WorldCat: E39PBJfMmx7p4fGpVwv9FRy8G3